# Visan
Visan ist eine südfranzösische Gemeinde im Département Vaucluse in der Region Provence-Alpes-Côte d’Azur. Sie gehört zum Arrondissement Carpentras und zum Kanton Valréas. Die Bewohner nennen sich Visanais oder Visanaises.

## Geographie
Die angrenzenden Gemeinden sind Valréas im Nordosten, Vinsobres im Osten, Saint-Maurice-sur-Eygues im Südosten, Tulette im Süden, Bouchet im Südwesten, La Baume-de-Transit im Westen und Richerenches im Nordwesten.

## Geschichte
Die Geschichte von Visan reicht bis ins Jahr 70 v. Chr. zurück, als ein Teil der II. Legion sich dort niederließ. Der Ort hieß damals AVISANUM und lag an der Römerstraße, die Vaison mit Valréas verband.
Im Jahre 737 litt Visan unter den Invasionen der Sarazenen. Im Hochmittelalter war Visan als Co-Seigneurie ein Zentrum der hohen provenzalischen Gesellschaft.
1344 wurde Visan unter Papst Clemens VI. päpstliches Territorium und blieb es fast sieben Jahrhunderte lang. Aus dieser Zeit stammen die päpstliche Stadtmauer und eine Reihe sehr schöner Renaissance- und Barockhäuser, die den Kern des alten Dorfes und insbesondere die Rue des Nobles bilden.
Die Revolutionszeit überstand Visan ohne größere Schwierigkeiten, auch wenn 1793 und 1794 die Glocken und Silberwaren der Kirche eingeschmolzen wurden.
Im Jahr 1833 wurde eine öffentliche Schule gegründet, 1861 ein Postamt und 1892 wurde eine neue öffentliche Schule nach den Gesetzen von Jules Ferry gebaut. In der ersten Hälfte des 20. Jahrhunderts erlebte Visan einen industriellen Aufschwung mit einer Schuhfabrik, die fast zweihundert Arbeiter beschäftigte.

### Bevölkerungsentwicklung
| Jahr      | 1962 | 1968 | 1975 | 1982 | 1990 | 1999 | 2008 |
| --------- | ---- | ---- | ---- | ---- | ---- | ---- | ---- |
| Einwohner | 1216 | 1238 | 1211 | 1289 | 1514 | 1612 | 1984 |

## Sehenswürdigkeiten
- Kapelle Notre-Dame des Vignes mit reicher ornamentaler Ausstattung. Sie wurde der Legende nach für eine Statue der Jungfrau Maria mit Kind gebaut, die von einem Winzer im 13. Jahrhundert entdeckt und in die örtliche Kirche gebracht wurde, wo sie jedoch immer wieder über Nacht verschwand.[2]
- Hôtel Pélissier aus dem 18. Jahrhundert (denkmalgeschützt)[3]
- Maison Butscher, auch Maison Bulle genannt, aus dem 20. Jahrhundert im organischen Baustil (denkmalgeschützt)[4]
- Ruinen eines Schlosses aus dem 12. Jahrhundert
- Überreste von Stadtmauern mit zwei Toren aus dem 14. und frühen 15. Jahrhundert

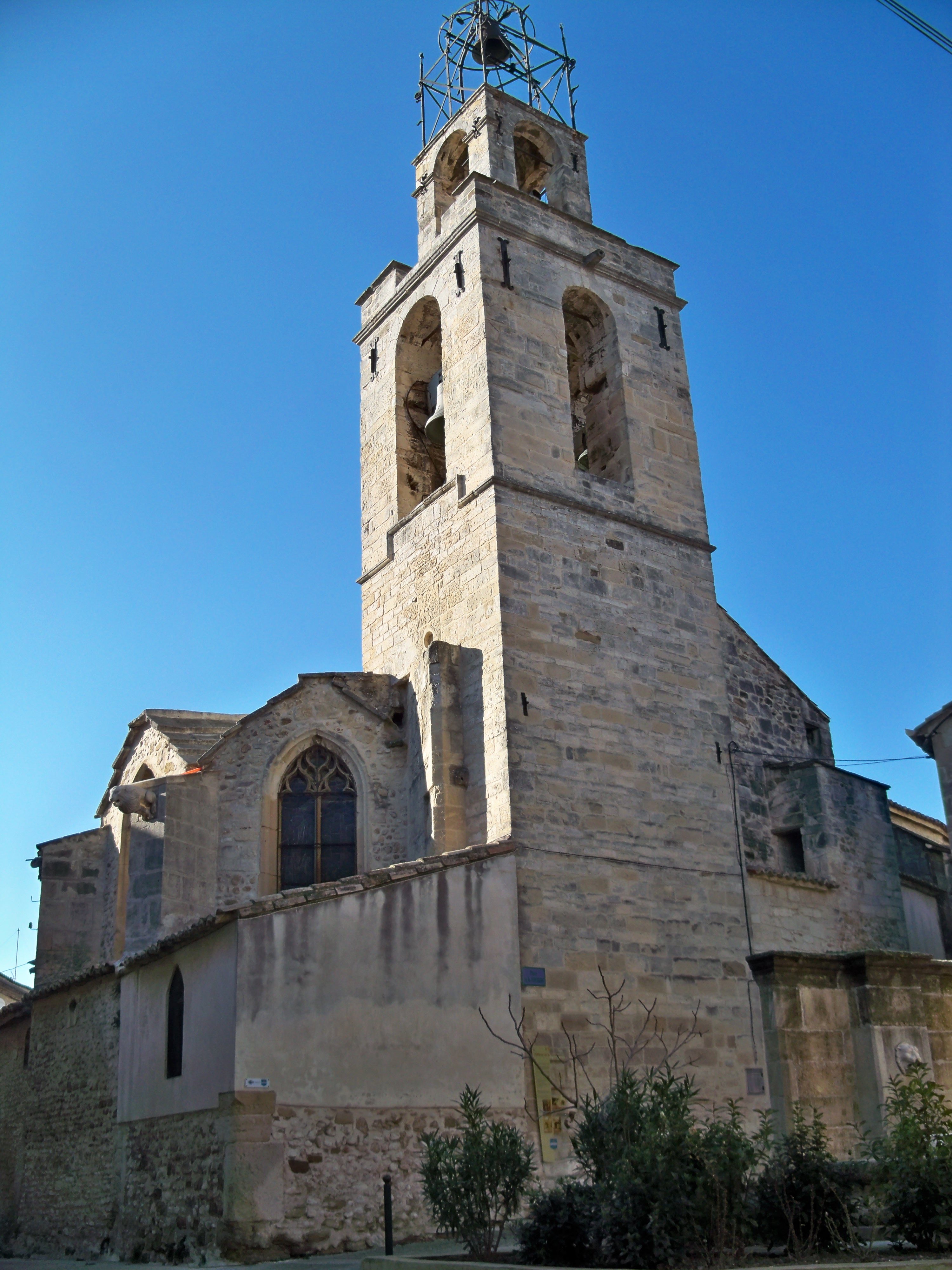
Kirche Saint-Pierre
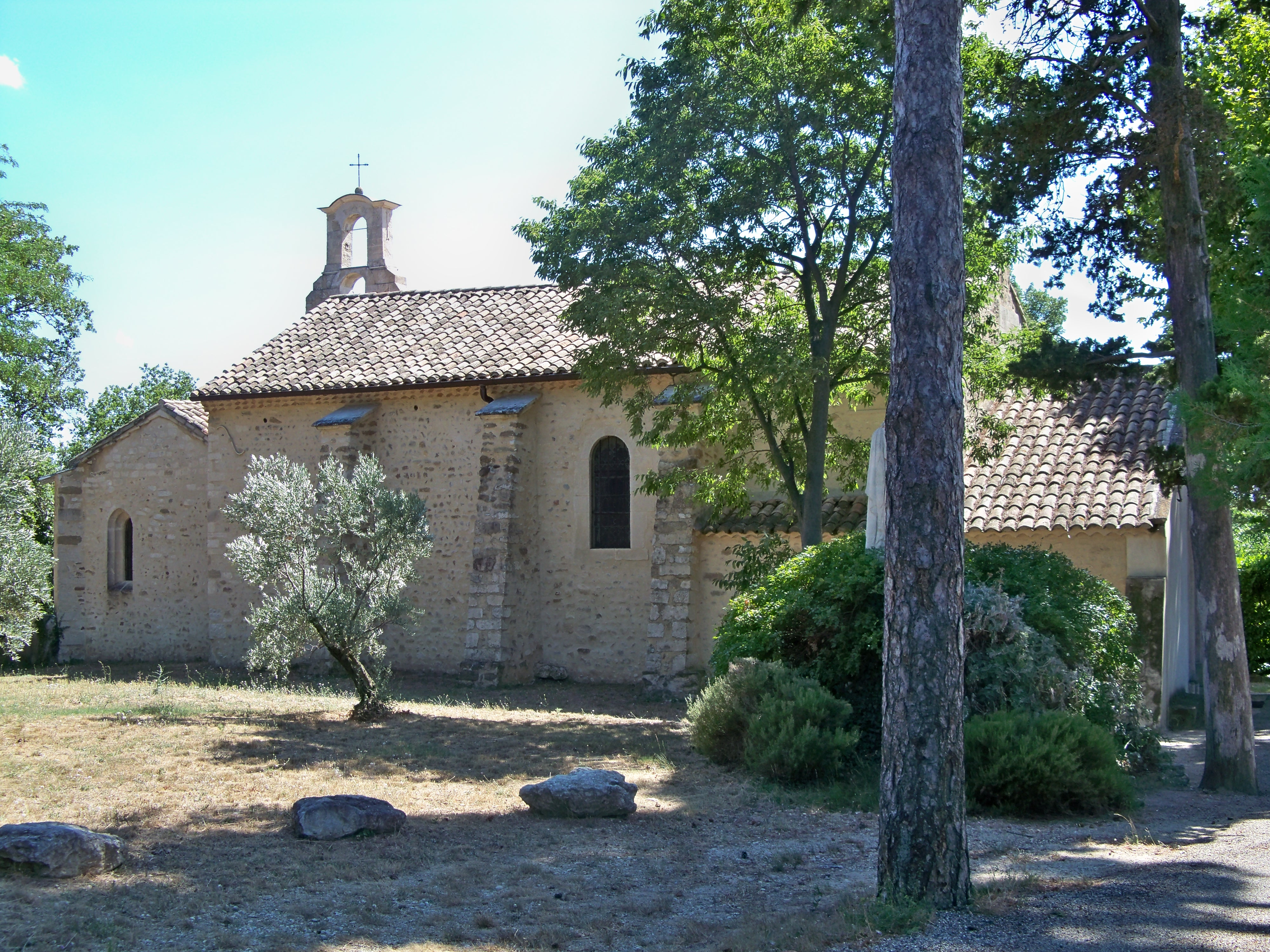
Kapelle Notre-Dame des Vignes
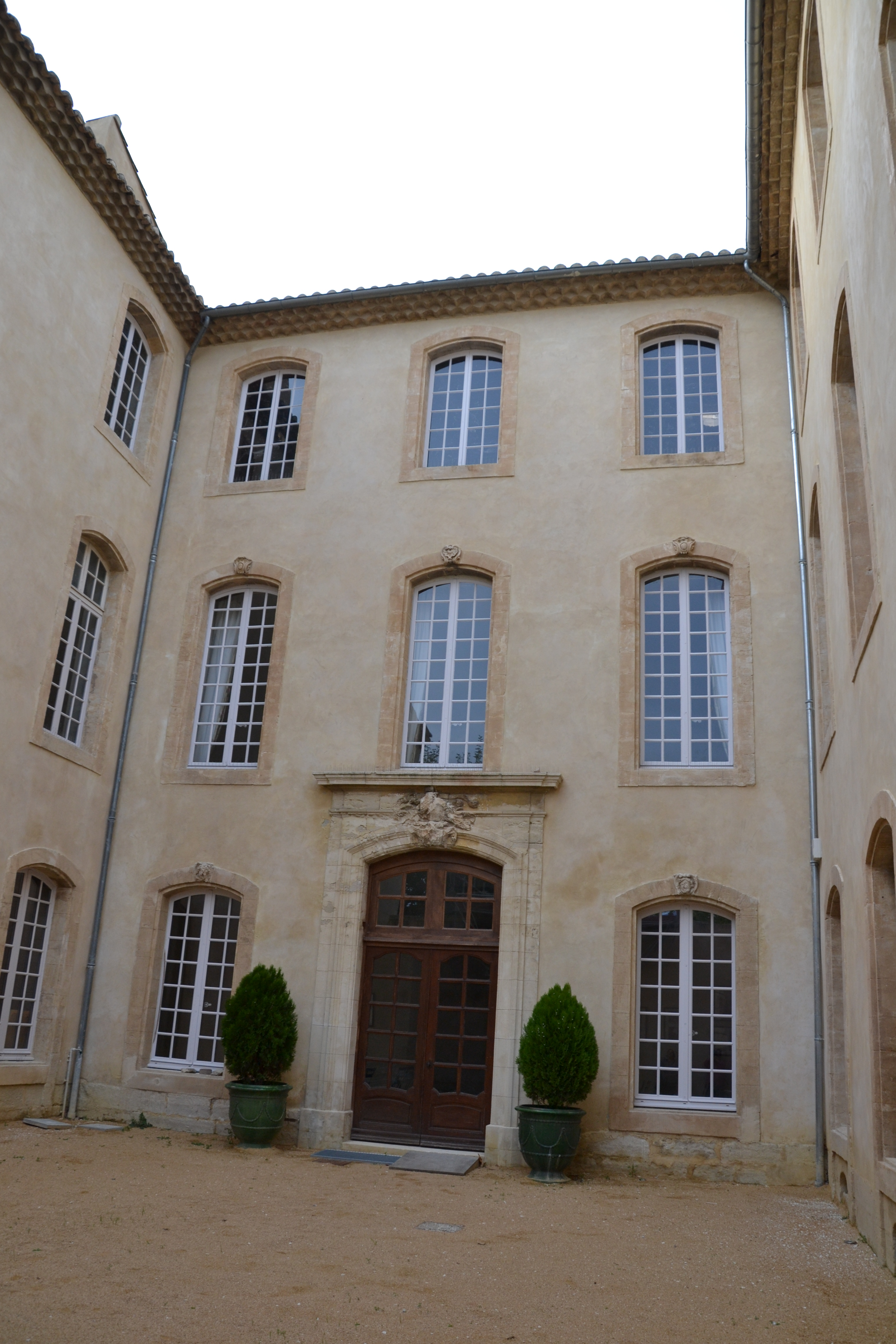
Hôtel Pélissier
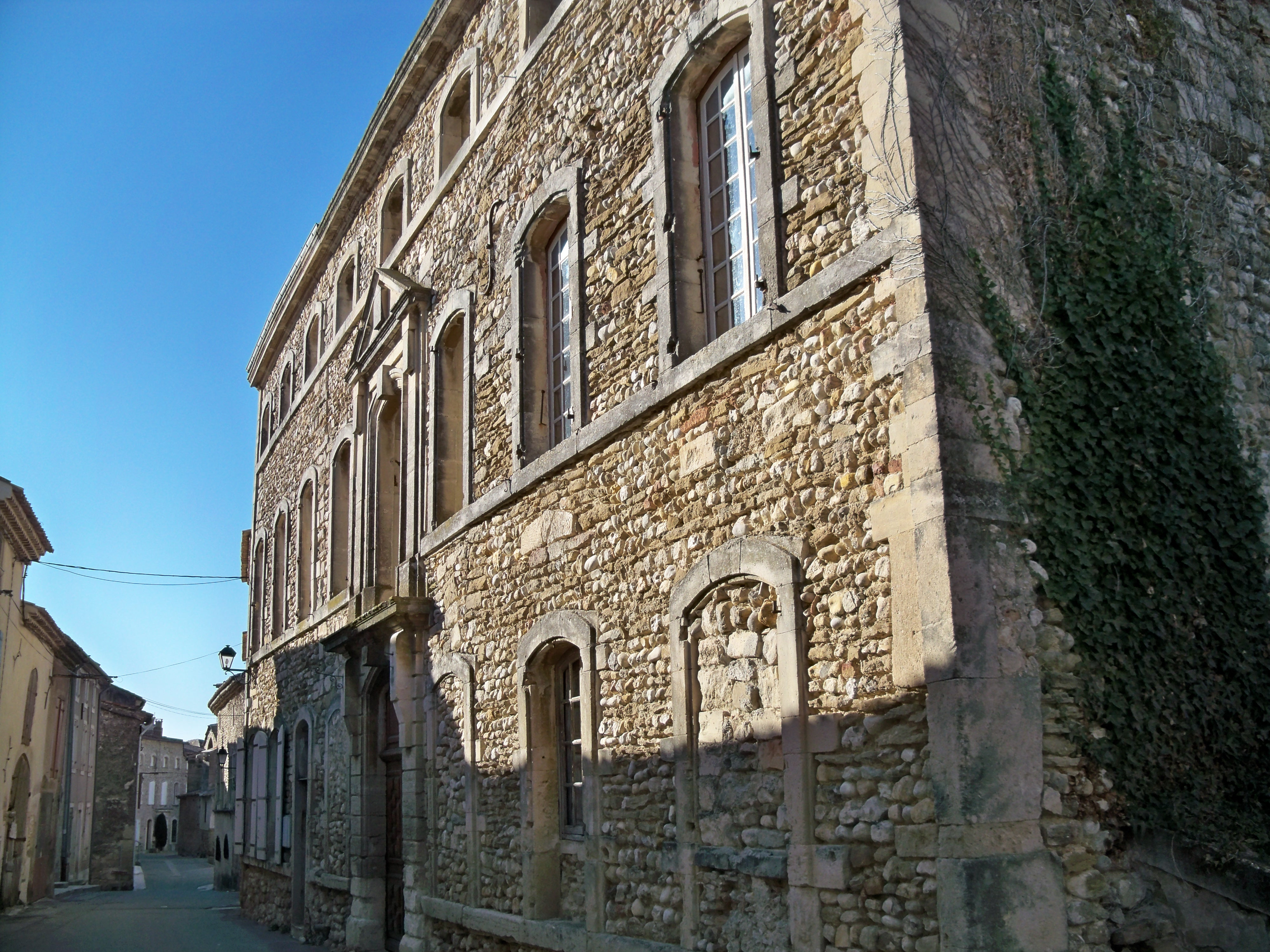
Das ehemalige Hôtel Particulier

## Weinbau
Visan ist eine der 16 Gemeinden, die den Namen A.O.C. Côtes du Rhône Village tragen dürfen.

## Film und Fernsehen
Mehrere Filme und Fernsehproduktionen wurden in Visan gedreht, darunter Tango von Patrice Leconte (1993) und ein Fernsehfilm aus der Serie L’Instit (1998) von Roger Kahane. Darüber hinaus fanden die ersten beiden Staffeln der Reality-TV-Show La Ferme Célébrités (2004–2005) in Visan statt.